# Miss Venezuela 1985
El Miss Venezuela 1985 fue la trigésima segunda (32º) edición del certamen Miss Venezuela, el cual se transmitió en directo por Venevisión a más de 120 millones de televidentes en América y Europa, desde el Teatro del Hotel Macuto Sheraton en Caraballeda, estado Vargas, el viernes 3 de mayo de 1985.
Al finalizar el evento la reina saliente, Carmen María Montiel, entregó la corona, la banda y el cetro a su sucesora, la espigada rubia Silvia Martínez, representante del llanero estado de Guárico, quien recibió las puntuaciones más altas de los 38 miembros del jurado calificador, por lo cual ganó el derecho de representar al país en el certamen Miss Universo 1985.
Cabe señalar también que, en esta edición, fue la primera vez en donde se entregó el título de Miss World Venezuela en el cual, la chica que lo obtuviera, tendría la responsabilidad de representar a su país en el certamen inglés Miss Mundo. Dicho mérito correspondió a Ruddy Rodríguez, Miss Anzoátegui.

## Desarrollo
El viernes 3 de mayo de 1985 el hotel Macuto Sheraton recibió el espectáculo del Miss Venezuela. Gilberto Correa, Carmen Victoria Pérez y el presentador mexicano Raúl Velasco dieron la bienvenida, con las 25 participantes moviéndose al ritmo de las interpretaciones de Melissa y la aparición de las triunfadoras de la edición anterior: Miriam Leyderman (primera finalista en el Miss Internacional 1984), Mirla Ochoa (Miss América Latina 1984) y Mariela Salma (Virreina Panamericana de la Belleza). Los anfitriones, a su vez, presentaron a las invitadas especiales: Miriam Quintana, Paola Ruggeri, Maritza Pineda, Pilín León e Irene Sáez, quienes siguieron el show desde las primeras filas del auditorio.
El número central, dedicado a la cultura egipcia, sirvió de marco para recibir a Miss Mundo 1984, Astrid Carolina Herrera. Intervinieron, junto al numeroso ballet, tres leonas y cuatro perros afganos. Miguel Bosé integró el jurado que seleccionó a Miss Guárico, Silvia Martínez, como Miss Venezuela. De esta edición egresaron: Ruddy Rodríguez (Anzoátegui), Nina Sicilia (Monagas), Fulvia Torre (Lara), Rebeca Costoya (Nueva Esparta), Ivonne Baliache (Miranda), Denise Novell (Bolívar), Zulma López (Falcón), Rita De Gois (Cojedes) y Gisselle Reyes (Departamento Vargas), quien, a la postre, sería la profesora de pasarela de las misses durante varios años.
Poco antes del final del programa se hizo la despedida a Carmen María Montiel y, luego de su respectivo discurso para finalizar del reinado, ingresaron todos los que participaron en los diversos números musicales del programa para cantar juntos el tema "We are the World", en una versión con letra adaptada al español por Arnoldo Nali e Isaías Urbina.

## Resultados
| Resultado                 | Candidata                              |
| ------------------------- | -------------------------------------- |
| Miss Venezuela 1985       | - Guárico - Silvia Martínez            |
| Miss World Venezuela 1985 | - Anzoátegui - Ruddy Rodríguez         |
| 1.ª Finalista             | - Monagas - Nina Sicilia               |
| 2.ª Finalista             | - Departamento Libertador - Gisela Paz |
| 3.ª Finalista             | - Portuguesa - Marina Di Vora          |
| 4.ª Finalista             | - Miranda - Ivonne Balliache           |
| 5.ª Finalista             | - Lara - Fulvia Torre                  |
| 6.ª Finalista             | - Nueva Esparta - Rebeca Costoya       |

### Premiaciones especiales
- Miss Fotogénica (electa por el Círculo de Reporteros Gráficos de Venezuela) - Ruddy Rodríguez (Anzoátegui)
- Miss Amistad - Marlene Malavé (Delta Amacuro)
- Miss Elegancia - Nina Sicilia (Monagas)
- Miss Simpatía - Eugenia Lugo Behrens (Táchira)

## Participantes
| - Amazonas - Yanet de la Cruz Pérez Zambrano - Anzoátegui - Ruddy Rosario Rodríguez De Lucía - Apure - Ingrid Serrano González - Aragua - Mary Grecya Bravo Silva - Barinas - María Dolores García Prieto - Bolívar - Denise Brigitte Novell Nieto - Carabobo - Linda Elizabeth Guerrero Trabacillo - Cojedes - Rita María De Gois Agostinho - Delta Amacuro - Marlene Narcisa Malavé - Departamento Libertador - Gisela Paz Besada - Departamento Vargas - Gisselle Omeira Reyes Castro - Distrito Federal - Raquel Margarita Frederick Pérez - Falcón - Zulma del Pilar López Velázquez | - Guárico - Silvia Cristina Martínez Stapulionis - Lara - Fulvia Torre Mattioli - Mérida - Olga Mercedes Hernández Fernández - Miranda - Ivonne Margarita Balliache Guevara - Monagas - Alejandrina "Nina" Sicilia Hernández - Nueva Esparta - Vilma Rebeca Costoya López - Portuguesa - Marina Di Vora Cedolini - Sucre - Beatrix Montero Hafemann - Táchira - Eugenia Cristina Lugo Behrens - Trujillo - Carmen Cecilia Candiales González - Yaracuy - Raiza Preziuso Pernía - Zulia - Rosalina Méndez Semeco |